# Danemordet
Danemordet eller massakren på Sankt Brictiusdag var en omfattende massakre på danere i Kongeriget England den 13. november 1002, der blev beordret af Ethelred 2. den Rådvilde, fordi han følte sig truet på livet. Der blev fundet skeletter fra 30 unge mænd under udgravninger ved St John's College Oxford i 2008, som kan have været nogle af ofrene.

## Baggrund
Navnet, massakren på Sankt Brictiusdag, referer til Brice af Tours, den femte Biskop af Tours, hvis festdag er den 13. november.
England var blevet plaget af danernes plyndringstogter hvert år fra 997 til 1001, og i 1002 fik kong Ethelred 2. den Rådvilde at vide, at danerne i England "troløst ville tage hans liv, og derefter alle hans rådgivere og overtage kongerige bagefter". Som modsvar beordrede han at alle daner, der boede i England, skulle slås ihjel.

## Massakren
Historikere mener, at mange mennesker blev dræbt under danemordet, selvom der ikke kilder, som kan give nogle specifikke estimater. Blandt dem, som man mener blev dræbt, er Gunhild Haraldsdatter, datter af Harald Blåtand, søster til Svend Tveskæg, og hendes mand Pallig Tokesen, der var den danske ealdorman i Devonshire. En anden kilder spillede Tokesen en rolle i at frempovokere danemordet da han sluttede sig til plyndringsmændene på sydkysten.
Massakren i Oxford blev godkendt af Ethelred i et royal charter fra 1004, der beskriver behovet for at genopbygge sankt Frithuswiths kirke (den nuværende Christ Church Cathedral).
Der er fundet skeletter fra 34 til 38 unge mænd i alderen 16 til 25 år under udgravninger ved St John's College i 2008. Analyser udført i 2012 af forskere på University of Oxford viser at knoglerne stammer fra vikinger. De har skader fra tidligere kampe, hvilket indikerer, at de var professionelle krigere. Man mener, at de er blevet dolket gentagende gange, og herefter brutalt myrdet. Sodmærker på knoglerne stemmer overens med historiske beskrivelser af at kirken brændte.
Det er også blevet foreslået at personerne i vikinggraven ved Ridgeway Hill stammer fra danemordet, men den grove måde, hvorpå disse personer er slået ihjel, og antallet af ofre indikerer, at de ikke stammer fra en officielt sanktioneret handling.

## Historikeres tolkning
Historikere har generelt set massakren som en politisk handling, der var med til at få Svend Tveskæg til at invadere i 1003. Simon Keynes skriver i sin Oxford Online DNB artikel om Ethelred at det var en "såkaldt" massakre, reaktionen fra der personer, som var blevet dræbt og plyndret i et helt årti ikke blevrettet mod indbyggerne i Danelagen men mod de lejesoldater, der havde vendt sig mod deres arbejdsgivere. Ryan Lavelle, der har skrevet en biografi om Ethelred, stiller også spørgsmål til udbredelsen af danemordet, og argumenterer med, at det ikke kan have være blevet udført i Danelagen, hvor danerne var for stærke og talrige, og det sandsynligvis var begrænset til grænsebyer som Oxford og i større byer med mindre samfund af daner som Bristol, Gloucester og London. Han skriver også, at der er en bemærkelsesværdi mangel på anger som Ethelred viser i royal charter fra Oxford, og han opfatter ikke massakren som en kongelig udført ordre, men mere som en udnyttelse af det folkelige etniske had og millenarisme. Audrey MacDonald ser danemordet som det, der i sidste ende ledte til at Knud den Store tog tronen i 1016.

## Yderligere læsning
- Ferguson, Robert (2009). "16". The Vikings, a History. Viking Penguin. ISBN 9781101151426.
- Vaughan, Richard The Chronicle of John of Wallingford (English Historical Review 73.286. pp. 66–77. January 1958)